# Macrothemis marmorata
Macrothemis marmorata – gatunek ważki z rodziny ważkowatych (Libellulidae). Występuje na terenie Ameryki Południowej i Karaibów.